# Gliwice
Gliwice (njemački: Gleiwitze) je grad u Šleskom vojvodstvu u Poljskoj. 

## Zemljopis
Grad se nalazi u južnoj Poljskoj u Šleskom gorju na rijeci Kłodnici pritoku Odre. 
Željezničke veze dovode do mnogih gradova, npr. Katowice, Krakov, Varšava, Częstochowa, Wrocław, Poznanj i Szczecin.

## Povijest
Gliwice se prvi put spominju kao grad 1276. u Srednjem vijeku gradom su vladali knezovi Pjastovići.
Poslije Prvog svjetskog rata buknio je sukob između Nijemaca i Poljaka Liga naroda traži mirno riješavanje sukoba, te se održala plebiscit 20. ožujka 1921. kako bi se utvrdilo kojoj zemlji grad treba pripadati. U Gleiwitzu (Gliwicu), 32.029 glasova (78,7% od danih glasova) bili su za ostanak u Njemačkoj a 8.558 (21,0%) glasova za pripajanje grada Poljskoj, dok je 113 (0,3%) glasova proglašeni nevažećim. Ukupan odaziv birača je bio 97,0 posto. Tri Šleska grada Gleiwitz, Hindenburg i Beuthen ostali su u Njemačkoj, dok je dio Gornje Šleske s glavnim gradom Katowicama (Kattowitz) pridružen obnovljenoj Poljskoj.
Za vrijeme Drugog svjetskog rata od srpnja 1944. do siječnja 1945., Gliwice je jedno od mnogih pod-logora u logor Auschwitz. Nakon Potsdamske konferencije grad je pripao Poljskoj, njemačko stanovništvo je nasilno protjerano a zamijenilo ga je poljsko stanovništvo iz istočno poljskih zemalja koje su pripale Sovjetskom Savezu.

## Stanovništvo
Prema podacima iz 2009. godine grad ima	196.361 stanovnika. 

## Sport
- Piast Gliwice – nogometni klub
- Carbo Gliwice – nogometni klub
- Sośnica Gliwice – ženski rukometni klub
- Gliwickie Towarzystwo Koszykówki – košarkaški klub
- P.A. Nova Gliwice – muški futsal klub
- Gliwice Cricket Club
- K.S. Kodokan Gliwice[4] - klub borilačkih vještina.

## Galerija
- Dvorac
- Crkva
- Glavna ulica Zwycięstwa
- Fontana u gradu

## Vanjske poveznice
- Službena stranica grada